# Valheim
Valheim è un videogioco d'azione sviluppato da Iron Games Studio e distribuito in accesso anticipato su Steam a partire dal febbraio 2021. Il gioco è stato pubblicato nel marzo 2023 per Xbox One e Xbox Series X e Series S.

## Modalità di gioco
Valheim è un videogioco di sopravvivenza sandbox in cui possono giocare fino a dieci giocatori.

## Sviluppo
Realizzato da un team di cinque persone, tra i giochi che hanno ispirato la creazione di Valheim figurano The Legend of Zelda: Breath of the Wild, The Elder Scrolls V: Skyrim e Terraria.

## Accoglienza
Valheim è stato notato dalla stampa per aver venduto oltre tre milioni di copie in 17 giorni, nonostante fosse in accesso anticipato, diventando uno dei giochi più giocati sulla piattaforma Steam.